# Hospital Israelita Albert Einstein

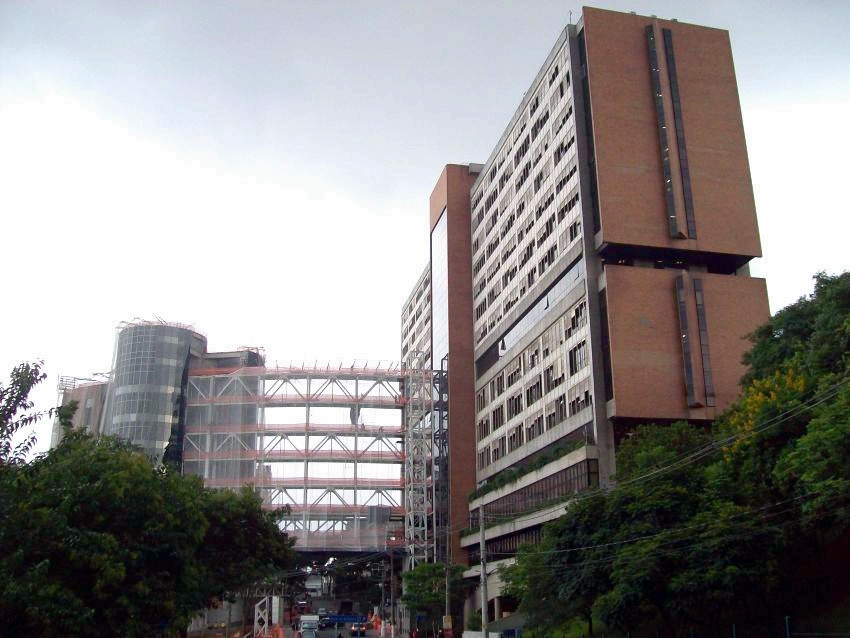
Albert-Einstein-Hospital in São Paulo

Das Hospital Israelita Albert Einstein (deutsch Israelitisches Albert-Einstein-Krankenhaus) ist ein Krankenhaus in Morumbi im Westen der Stadt São Paulo. Das Krankenhaus wurde 1955 von Mitgliedern der jüdischen Gemeinde São Paulos gegründet. 1999 wurde es als erstes Krankenhaus außerhalb der USA von der Joint Commission on Accreditation of Healthcare Organizations zertifiziert. Es verfügt über 439 Betten und beschäftigt laut eigenen Angaben mehr als 6.000 Mitarbeiter.

## Forschung
In der Forschung erregte das Hospital Albert Einstein im Mai 2020 internationales Aufsehen, als dort ein Durchbruch beim Testen auf das Coronavirus gelang.

## Gebäude
Das Krankenhaus besteht aus zwei Hauptgebäuden mit insgesamt vier Gebäudeflügeln und einem angrenzenden Außengelände. Im Gebäudeflügel D befindet sich die Max-Eberhardt-Krankenhaussynagoge. Die brasilianische Restaurantkette Viena betreibt im Gebäudeflügel A ein Restaurant.

## Abteilungen
Das Krankenhaus verfügt über die folgenden Fachbereiche
- Chirurgie
- Neurologie
- Onkologie
- Transplantationsmedizin
- Orthopädie und Rheumatologie
- Augenheilkunde
- Plastische Chirurgie
- Dermatologie
- Endokrinologie
- Gastroenterologie
- Kardiologie
- Geriatrie und Gerontologie
- Gynäkologie
- Hepatologie
- Nephrologie
- Hals-Nasen-Ohren-Heilkunde

Außerdem verfügt das Krankenhaus über eine Dialyseabteilung, eine Blutbank mit Nabelschnurblutbank, einen psychologischen Dienst und über eine Abteilung für Ernährungsberatung.